# 南极点

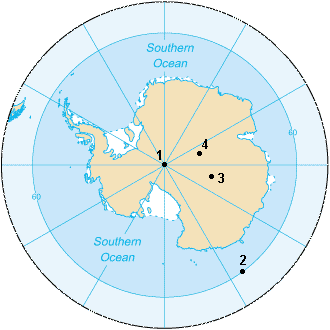
1. 地理上的南極點（南地極）
2. 2007年的地磁南极
3. 2005年的地磁南極
4. 南極難抵極

南極点，又叫地理南極（英語：South Pole）是根據地球的旋轉方式決定的最南點。它通常表示地理上的南極區域，有一個固定的位置。按照國際上通行的概念，南緯60度以南的地區稱為南極地区，它是南极洲（包括南极大陆及大陆边缘的冰架和周边的島嶼）和南冰洋的總稱，總面積约6,500萬平方公里。

## 定義
字面上，南極就是地球的最南端。而實際上又有南極洲、南極點、南極大陸、南極地區、南極圈等多種涵義。而地理學上的南極為南地極和南磁極。

### 南地極
目前南地極位於南极洲內，並插有標記。但由於大陸漂移，在地球的歷史上其實大多數時間南極洲都在距離南極很遠的地方；而且，每隔一段時間，地理學家都要修正南極的位置。上一次修正南極位置的時間在2000年。此外，在天文學，如果我們把「南地極」投射到天球上，就可以得到南天極。

### 南磁極
南磁極是兩個地球磁極之一。它位於地理南極的附近，但是它的位置也在緩慢並不断的變化著。1909年1月16日，由歐內斯特·沙克爾頓帶領的探險隊發現了南磁極。

### 南極圈
南緯66度34分的緯線為南極圈。在極圈內會有極晝和極夜現象，極圈也是劃分溫帶與寒帶的界限。

### 南極洲
南极洲包括南極大陸及其周圍島嶼，總面積约1,400萬平方公里，其中大陸面積為1,240萬平方公里，島嶼面積7.6萬平方公里，面積佔地球陸地總面積的十分之一，四周圍繞太平洋、大西洋與印度洋，海岸線長達2.47萬公里，另有158.2萬平方公里的冰架。南極洲的平均海拔為2,350公尺，是世界上平均海拔最高的洲，全境為冰雪覆蓋，佔地球冰蓋面積的十分之八以上。。

## 南極大陸

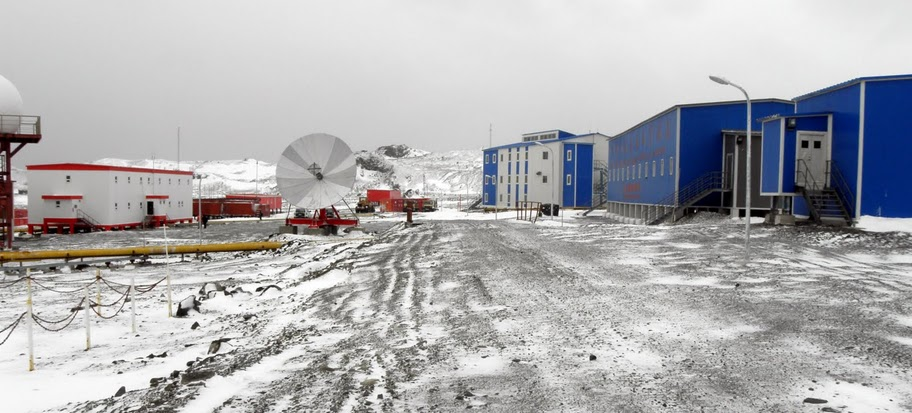
中国南极昆仑站是人类在南极地区建立的海拔最高的科考站。

南極大陸是指南極洲除周圍島嶼以外的陆地，是世界上發現最晚的大陸，它孤獨地位於地球的最南端。南極大陸95％以上的面積為厚度極高的冰雪所覆蓋，素有「白色大陸」之稱。在全球六塊大陸中，南極大陸大於澳大利亞大陸，排名第五。南極大陸和澳大利亚大陆是世界上仅有的被海洋包圍的两块大陸，其四周有太平洋、大西洋、印度洋，形成一個圍繞地球的巨大水圈，呈完全封閉狀態（参看南冰洋），是一塊遠離其他大陸、與文明世界完全隔絕的大陸，至今仍然沒有常住居民，只有少量的科學考察人員輪流在為數不多的考察站临时居住和工作。

### 主權
1820-1940年代間，各國探險家相繼發現南極大陸的不同區域，英國、紐西蘭、德國、南非、澳大利亞、法國、挪威、智利、阿根廷、巴西、日本、厄瓜多爾、秘魯、烏拉圭14個國家的政府先後對南極洲的部分地區正式提出主權要求，並且除了這14個國家外另有2個國家俄羅斯、美國保留提出領土聲請的權利。使這塊冰封萬年的平靜大地籠罩上國際糾紛的陰影。根據1961年6月通過的《南極條約》，凍結以上其中9國對南極的領土主權要求，規定南極只用於和平目的，可以說，南極現在不屬於任何一個國家，它屬於全人類。

### 交通

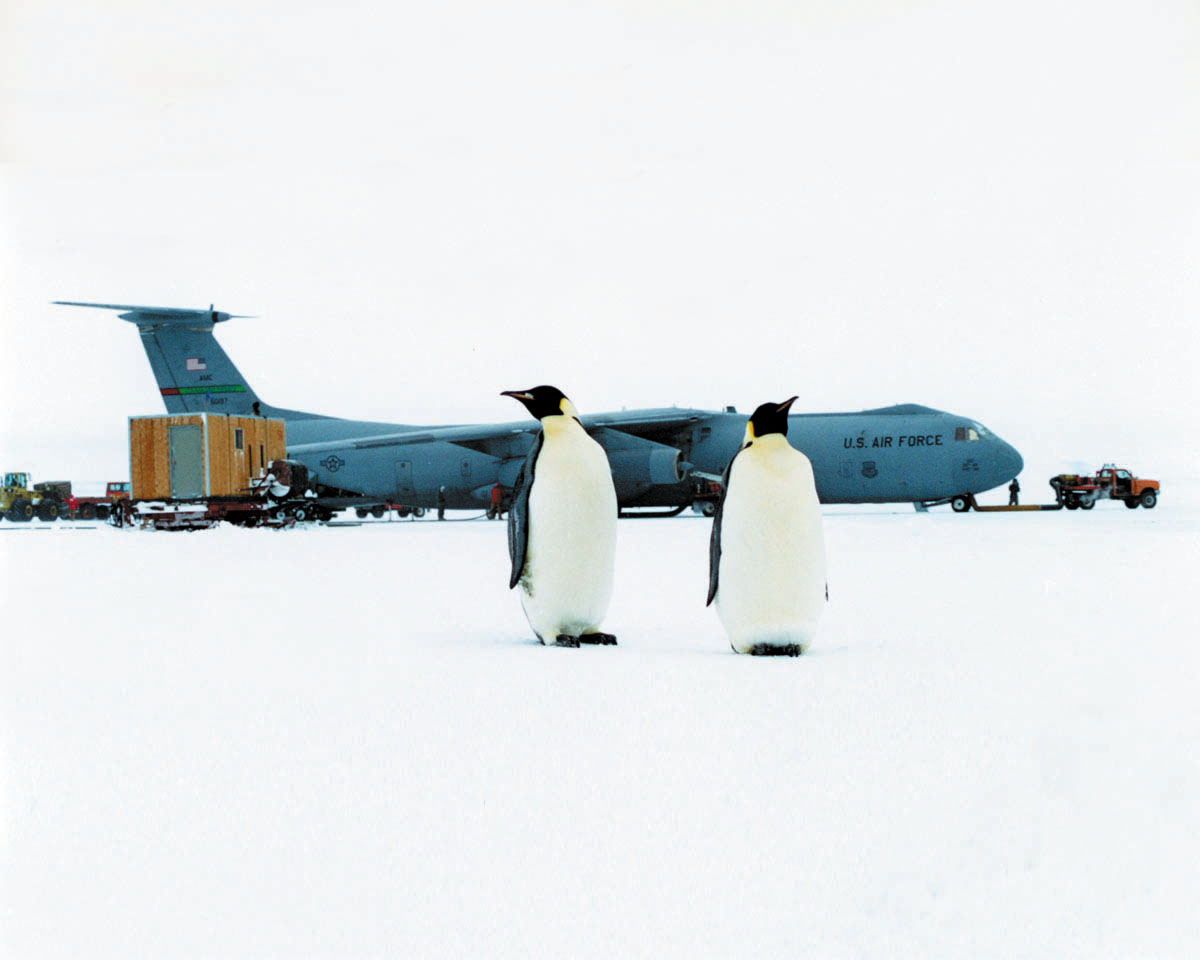
降落南極的C-141運輸機

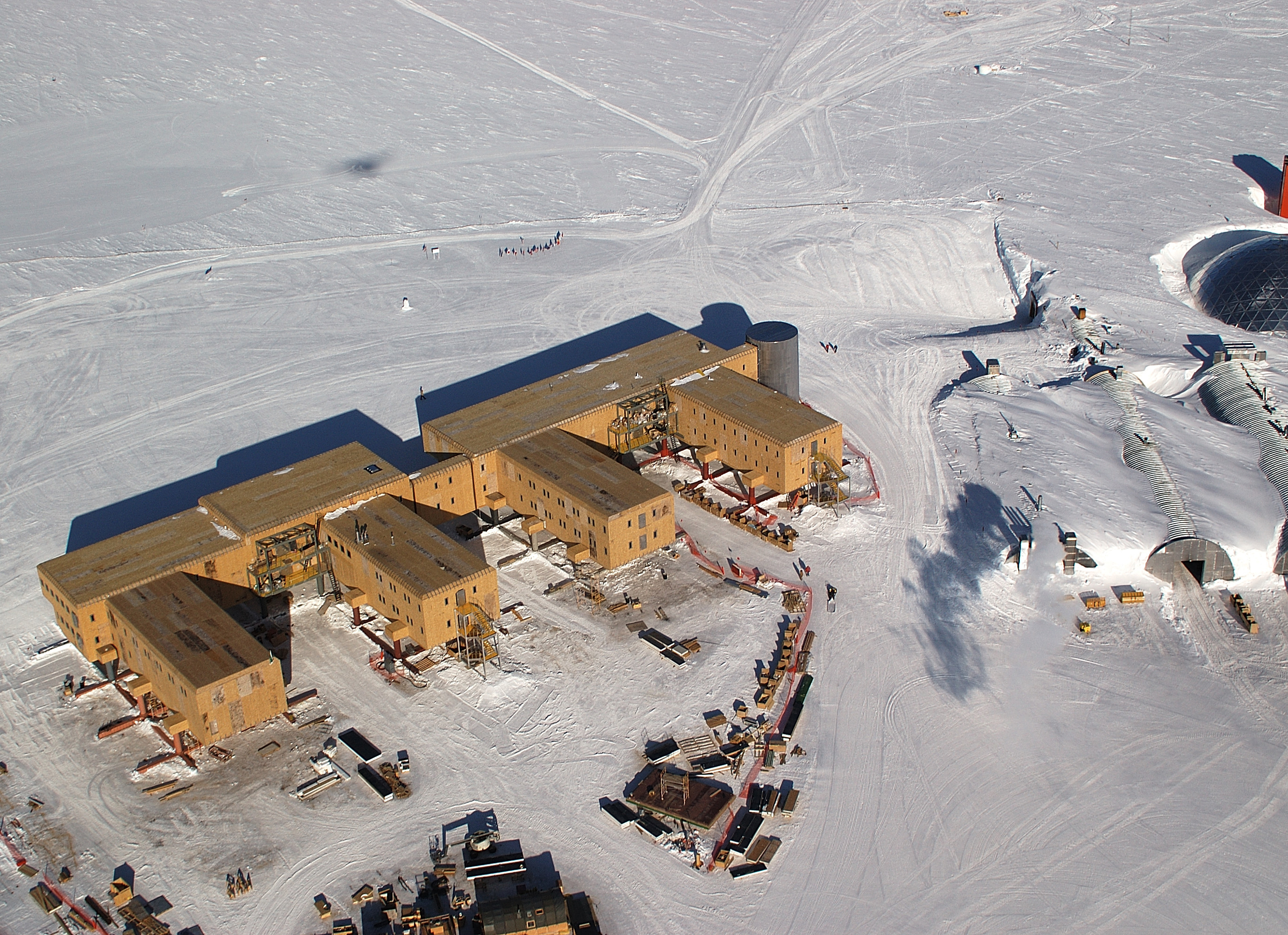
美國研究站

南極大陸是最難接近的大陸。與南極大陸最接近的大陸是南美洲，它們之間是970公里寬的德雷克海峽。南極大陸與其他大陸不僅相距遙遠，而且周圍還為數公里乃至數百公里的冰架和浮冰所環繞，冬天時浮冰的面積可達1900萬平方公里；即使在南極的夏天，其面積也有260萬平方公里；南極大陸周圍海洋中還漂浮著數以萬計的巨大冰山，為海上航行造成了極大的困難和危險。

### 地勢
地球上最高的大陸是南極大陸。地球上其他幾個大陸的平均海拔高度為：亞洲950米，北美洲700米，南美洲600米，非洲560米，歐洲最低，只有300米，大洋洲的平均高度還不甚清楚，估計也不過幾百米。然而，南極大陸，就其自然表面來說，其平均海拔高程為2350米，比其他幾個大陸中最高的亞洲還要高得多。但是，如果把覆蓋在南極大陸上的冰蓋剝離，它的平均高度僅有410米，比整個地球上陸地的平均高度要低得多。

### 氣候
由於海拔高，空氣稀薄，再加上冰雪表面對太陽辐射的反射等，使得南極大陸成為世界上最為寒冷的地區，其平均氣溫比北極還要低20度。南極大陸的年平均氣溫為零下25度。南極沿海地區的年平均溫度為零下17~20度左右；而內陸地區為年平均溫度則為零下40~50度；東南極高原地區最為寒冷，年平均氣溫低達零下57度。到現在為止，地球上觀測到的最低氣溫為攝氏零下89.2度，這是1983年7月在苏联东方站記錄到的。南極最高氣溫則是由埃斯佩蘭薩站於2020年2月6日所測量的18.3攝氏度，創下1961年有氣象紀錄以來最高氣溫。
南極的寒冷首先是與它所處的高緯度地理位置有關，由於高緯度地理位置，導致了在一年中漫長的極夜期間沒有太陽光。同時，與太陽光線入射角有關，緯度越高，陽光的入射角越大，單位面積所吸收的太陽熱能越少。南極位於地球上緯度最高的地區，太陽的入射角最小，陽光只能斜射到地表，而斜射的陽光熱量又最低。再者，南極大陸地表95%被白色的冰雪覆蓋，冰雪對日照的反射率為80％一84％，只剩下不足20％到達地面，而這所剩的極少熱量，又大部分被反射回太空。南極的高海拔和相對稀薄的空氣又使得熱量不容易保存，所以南極異常寒冷。
| 南极                   | 南极          | 南极          | 南极          | 南极          | 南极          | 南极          | 南极          | 南极          | 南极          | 南极          | 南极          | 南极          | 南极           |
| 月份                   | 1月           | 2月           | 3月           | 4月           | 5月           | 6月           | 7月           | 8月           | 9月           | 10月          | 11月          | 12月          | 全年           |
| ---------------------- | ------------- | ------------- | ------------- | ------------- | ------------- | ------------- | ------------- | ------------- | ------------- | ------------- | ------------- | ------------- | -------------- |
| 历史最高温 °C（°F）    | −14 (7)       | −20 (−4)      | −26 (−15)     | −27 (−17)     | −30 (−22)     | −31 (−24)     | −33 (−27)     | −32 (−26)     | −29 (−20)     | −29 (−20)     | −18 (0)       | −12.3 (9.9)   | −12.3 (9.9)    |
| 平均高温 °C（°F）      | −25.9 (−14.6) | −38.1 (−36.6) | −50.3 (−58.5) | −54.2 (−65.6) | −53.9 (−65.0) | −54.4 (−65.9) | −55.9 (−68.6) | −55.6 (−68.1) | −55.1 (−67.2) | −48.4 (−55.1) | −36.9 (−34.4) | −26.5 (−15.7) | −46.3 (−51.3)  |
| 平均低温 °C（°F）      | −29.4 (−20.9) | −42.7 (−44.9) | −57.0 (−70.6) | −61.2 (−78.2) | −61.7 (−79.1) | −61.2 (−78.2) | −62.8 (−81.0) | −62.5 (−80.5) | −62.4 (−80.3) | −53.8 (−64.8) | −40.4 (−40.7) | −29.3 (−20.7) | −52.0 (−61.6)  |
| 历史最低温 °C（°F）    | −41 (−42)     | −57 (−71)     | −71 (−96)     | −75 (−103)    | −78 (−108)    | −82 (−116)    | −80 (−112)    | −77 (−107)    | −79 (−110)    | −71 (−96)     | −55 (−67)     | −38 (−36)     | −82.8 (−117.0) |
| 月均日照時數           | 558           | 480           | 217           | 0             | 0             | 0             | 0             | 0             | 60            | 434           | 600           | 589           | 2,938          |
| 来源1：                |               |               |               |               |               |               |               |               |               |               |               |               |                |
| 来源2：Cool Antarctica |               |               |               |               |               |               |               |               |               |               |               |               |                |

### 風極
南極大陸是風暴最頻繁、風力最大的大陸，風速在每小時100公里以上的大風在南極是經常可以遇到的。南極大陸沿海地帶的風力最大，平均風速為每秒17~18米，而東南極大陸沿海一帶風力最強，風速可達每秒40~50米。在法國南極觀測站「迪爾維爾」曾測到每秒100米的大風（每小時360公里，比台风泰培還要強），相當於蒲福氏風級17級下限的1.78倍，而它的破壞力相當於12級下限的3.18倍。這是迄今為止世界上記錄到的最大的風。因此，南極又被稱之為「風極」。
除了嚴寒之外，狂風則是科學考察人員在南極所遇到的另外一個天險。狂風會很快帶走人體的熱量，使人發生凍傷甚至凍死事故。極夜的風暴，其速度有時超過每秒40米（13級風）。此時若有人身置戶外，便會有生命之虞。
1960年10月10日下午，在日本昭和基地進行科學考察的福島紳博士，走出基地食堂去餵狗，突遇每秒35米的暴風雪，從此再也沒有回來。直到1967年2月9日，其屍體在距站區4.2公里處被發現并且保存完好。

## 探索

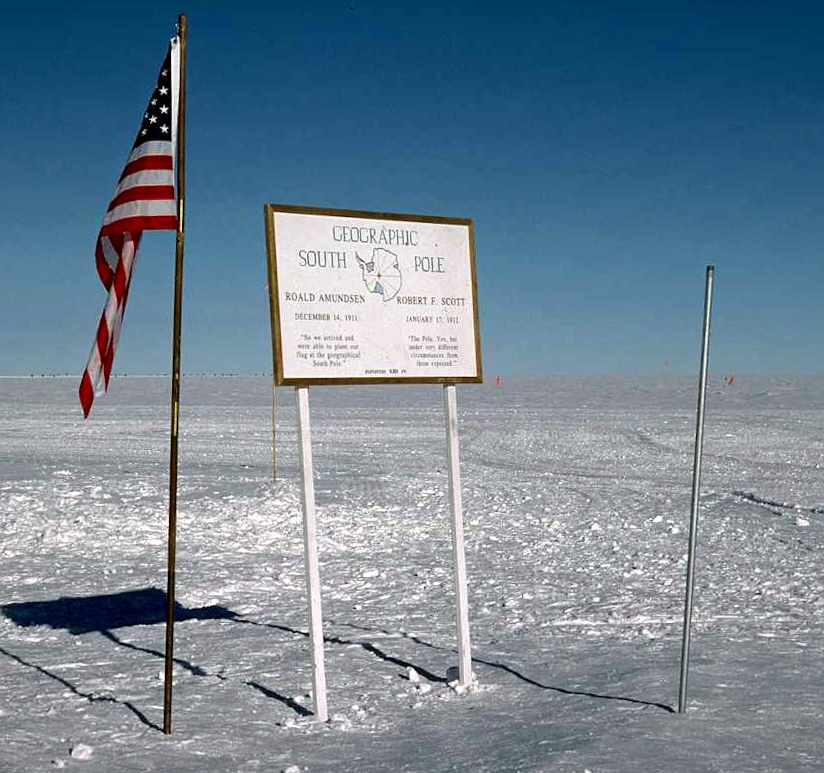
南极点

第一个发现南极大陆的航海者至今有争议，但是俄国人别林斯高晋的可能性为最大。而第一个踏上南极大陆的人，则很有可能是美国的一个海豹捕猎船的船长——约翰·戴维斯。

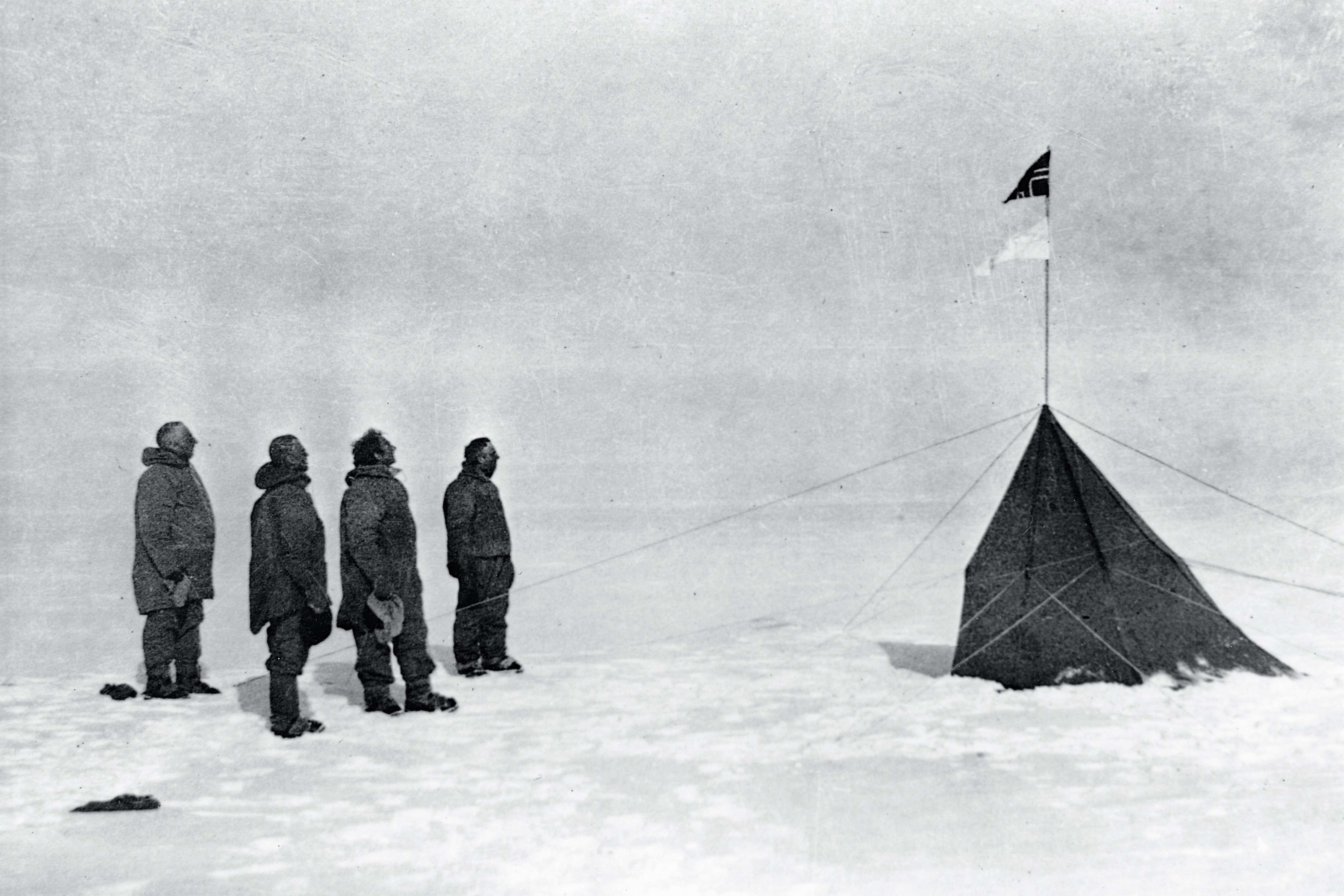
羅爾德·亞孟森等人站在南极点，1911年12月。从左到右分别为：Roald Amundsen、Helmer Hanssen、Sverre Hassel、和Oscar Wisting（照片由第五名成员Olav Bjaaland拍摄）。

而第一個到達南極点的人是羅爾德·阿蒙森以及他的隨行人員，到達時間是1911年12月14日。亞孟森的主要對手羅伯特·史考特在一個月後到達南極点。在回程的時候，史考特以及他的同伴四人全部由於飢餓和極度的寒冷而死亡。
曾經有七隊探險隊利用陸上交通到達南極点。以到達時間排列他們分別為：
- 羅爾德·阿蒙森和羅伯特·史考特
- 艾德蒙·希拉里
- 维维安·福克斯
- 安特罗·哈沃拉（Antero Havola）
- 阿尔伯特·P·克拉里（Albert P. Crary），和
- 雷纳夫·法恩斯

為紀念亞孟森和斯科特，亞孟森-斯科特南極站於1958年在國際地球物理年上建立，並永久性地為研究和職員提供幫助。

### 地球上最古老的冰芯
日本南極觀測隊於2006年1月26日在日本南極觀測站基地「富士圓頂」附近發現，據日本國立極地研究所所長藤井理行表示，這是在南極冰蓋下9994英呎處發現；日本教育科學部門的官員梅崎友治表示，冰芯氣泡中含有許多氣泡，這些氣泡裡面的氣體，很有可能是百萬年前留下來的，如果經過研究，不但可以了解以前的地球環境，還可以用來預測以後的氣候。經估計，這可能是地球上最古老的冰芯，歷史約有1億年左右。

## 禁犬令
狗在南極的研究及勘察史初期，用於拉雪橇替代人力，狗在南極發揮了重要的作用。但是隨著機械化程度大幅度提高，狗的作用大大降低，最後只當作寵物。
但因人類活動和包含犬隻的境外移入造成多種物種滅絕，為避免渡渡鳥滅絕事件的重蹈覆轍。因此南極條約體系出於保護南極環境考慮，1991年在西班牙馬德里發佈《南極條約環境保護議定書》（Protocol on Environmental Protection to the Antarctic Treaty），附件二明文規定：「犬隻不宜再引進南極大陸及冰架；南極區域所有的犬隻必須在1994年4月前離開。」。遵照禁令，此後駐紮在南極的各國考察研究團隊再沒有任何犬隻陪伴，南極大陸可以說是全世界唯一沒有犬隻的地區。

## 外部連結
- 美国国家海洋和大气管理局（NOAA）南极网站 （页面存档备份，存于）
- 南极全景
- Images of this location（页面存档备份，存于） are available at the Degree Confluence Project
- 南极图片系列
- Poles.澳大利亚南极部门提供
- The Antarctic Sun（页面存档备份，存于）.美国南极科考在线新闻
- Big Dead Place
- UK team makes polar trek history （页面存档备份，存于） - BBC News article on first expedition to Pole of Inaccessibility without mechanical assistance
- Listen to Ernest Shackleton describing his 1908 South Pole Expedition（页面存档备份，存于）, and read more about the recording on [australianscreen online].
- The recording describing Shackleton's 1908 South Pole Expedition was added to the National Film and Sound Archive's Sounds of Australia Registry in 2007
- 維基媒體的Antarctica地圖集